# Thysanopoda tricuspidata
Thysanopoda tricuspidata är en kräftdjursart som beskrevs av Milne-Edwards 1837. Thysanopoda tricuspidata ingår i släktet Thysanopoda och familjen lysräkor. Inga underarter finns listade i Catalogue of Life.